# Louis Joseph Cabana
Louis Joseph Cabana MAfr (ur. 16 września 1896 w Granby, zm. 17 stycznia 1981) – kanadyjski duchowny rzymskokatolicki, arcybiskup Rubaga.